# Danièle Dupré
Danièle Dupré (1927-2015) was een Frans zangeres uit de jaren vijftig, die voornamelijk bekend werd door haar deelname aan het Eurovisiesongfestival in 1957 waarbij ze Luxemburg vertegenwoordigde. Met het lied Amours mortes (tant de peine) ("Dode liefde (zoveel pijn)") behaalde ze de vierde plaats. Corry Brokken won in dat jaar met het nummer Net als toen.
Als kind leefde ze enkele jaren in Brazilië. Na het terugkeren naar Frankrijk verscheen ze in de film La Parisienne en volgde daarna een muziekdramatische opleiding. Gedurende deze opleiding had ze regelmatig last van haar stembanden, waardoor ze terechtkwam in de hoek van de salonmuziek. Toen Dupré toerde in Frankrijk in 1957 werd ze gevraagd om Luxemburg te gaan vertegenwoordigen op het Eurovisiesongfestival. Op het songfestival ontmoette ze  Paule Desjardins, de vertegenwoordiger voor Frankrijk, met wie ze nog een lange vriendschap zou hebben. Het lied werd nooit uitgebracht op single. Later maakte ze bekend dat ze niet zo te spreken was over het lied.
Dupré stapte uit de muziekwereld in 1958 toen ze zich realiseerde dat de rock-'n-roll haar muziekstijl begon te overschaduwen. Ze werd interieurarchitect. Haar belangrijkste werk was de terminal van de Internationale Luchthaven São Paulo Guarulhos.
1956: Michèle Arnaud + Michèle Arnaud · 
1957: Danièle Dupré · 
1958: Solange Berry · 
1960: Camillo Felgen · 
1961: Jean-Claude Pascal · 
1962: Camillo Felgen · 
1963: Nana Mouskouri · 
1964: Hugues Aufray · 
1965: France Gall · 
1966: Michèle Torr · 
1967: Vicky Leandros · 
1968: Chris Baldo & Sophie Garel · 
1969: Romuald · 
1970: David Alexandre Winter · 
1971: Monique Melsen · 
1972: Vicky Leandros · 
1973: Anne-Marie David · 
1974: Ireen Sheer · 
1975: Geraldine · 
1976: Jürgen Marcus · 
1977: Anne-Marie Besse · 
1978: Baccara · 
1979: Jeane Manson · 
1980: Sophie & Magaly · 
1981: Jean-Claude Pascal · 
1982: Svetlana · 
1983: Corinne Hermès · 
1984: Sophie Carle · 
1985: Margo, Franck, Diane, Ireen, Malcolm & Chris · 
1986: Sherisse Laurence · 
1987: Plastic Bertrand · 
1988: Lara Fabian · 
1989: Park Café · 
1990: Céline Carzo · 
1991: Sarah Bray · 
1992: Marion Welter & Kontinent · 
1993: Modern Times · 
2024: Tali · 
2025: Laura Thorn
- Bibliothèque nationale de France: cb141739298 (data)
- International Standard Name Identifier: 0000 0003 7558 746X
- MusicBrainz: 6c553915-2cd3-4643-a81f-e16ee7fccf74
- Système universitaire de documentation: 245064389
- Virtual International Authority File: 36148120437394790190